# Verkiezingen voor het Europees Parlement 2004/Kandidatenlijst/VLD-Vivant
Dit is de kandidatenlijst van het Belgische VLD-Vivant voor de Europese Parlementsverkiezingen van 2004. De verkozenen staan vetgedrukt.

## Effectieven
1. Guy Verhofstadt
2. Karel De Gucht
3. Annemie Neyts
4. Roland Duchatelet (Vivant)
5. Dewi Van De Vyver
6. Geert Messiaen
7. Sofie Staelraeve
8. Hilde Vautmans
9. Luc Beaucourt
10. Kathleen Van Der Hooft
11. Margriet Hermans
12. Bart Tommelein
13. Fientje Moerman
14. Patrick Dewael

## Opvolgers
1. Dirk Sterckx
2. Johan Van Hecke
3. Gwendolyn Rutten
4. Marilena Di Stasi (Vivant)
5. Annemie Van De Casteele
6. Jeannine Leduc
7. Marc Verwilghen
8. Rik Daems